# Абу Бакр-мирза (сын Мухаммеда-Джуки)
Абу Бакр-мирза (18 ноября 1427 — 1448, Самарканд) — царевич из рода Тимуридов, внук Шахруха и правнук Тамерлана.

## Биография
Младший из четырёх сыновей Мухаммада Джуки-мирзы, пятого и младшего сына Шахруха. В 1445 году получил после смерти отца Хутталян, Архенг и Сали-Сарай. В 1447 году после смерти деда Шахруха захватил земли старшего родного брата Мухаммада-Касима Мирзы, включая Балх и Кундуз. 
В 1448 году перешёл Амударью, когда Улугбек узнал об этом он собрал войска и выступил в поход. Улугбек вызвал царевича Абу-Бакра на переговоры и обещал выдать за него свою дочь, но в лагере, он был схвачен и отправлен в Самарканд, где был убит по приказу Улугбека.